# Virgo amoena
Virgo amoena là một loài bướm đêm trong họ Noctuidae.